# Brassac-les-Mines
Brassac-les-Mines là một xã trong tỉnh Puy-de-Dôme, thuộc vùng hành chính Auvergne-Rhône-Alpes của nước Pháp, có dân số là 3446 người (thời điểm 2006).

## Nhân khẩu học
| 1882  | 1990  | 1999  | 2006  |
| ----- | ----- | ----- | ----- |
| 2 127 | 3 446 | 3 249 | 3 446 |

## Các thành phố kết nghĩa
- Lollar, Đức
- Cembra Ý